# Alberto Carlo Gilberto De la Forest de Divonne
Alberto Carlo Gilberto de la Forest de Divonne (Besançon, 13 marzo 1818 – Torino, 19 aprile 1893) è stato un militare italiano.

## Biografia
Membro di una nobile famiglia di rango comitale originaria della Savoia, Albert era figlio di Cyrille de la Forest Divonne e di sua moglie, Elise de Fontette.
Migrò successivamente in Piemonte con la propria famiglia e fu proprio nel Regno di Sardegna che Alberto ebbe modo di frequentare l'Accademia militare di Torino ed entrare così a far parte dell'esercito sardo. Divenuto primo paggio del re Carlo Alberto, nel 1859 prese parte alla Seconda guerra d'indipendenza italiana col grado di capo squadrone dei cavalleggeri d'Aosta, distinguendosi nella Battaglia di Montebello ed in quella di San Martino, azioni a seguito delle quali venne promosso al grado di tenente colonnello ed ottenne il comando dei cavalleggeri di Monferrato oltre all'onorificenza della Legion d'Onore da parte del governo francese alleato.
Naturalizzato definitivamente italiano nel 1870, ottenne da re Umberto I il riconoscimento del titolo di conte che la sua famiglia in Francia già portava dal XVIII secolo.
Promosso al rango di Tenente Generale, morì a Torino nel 1893, all'età di 75 anni.

## Matrimonio e figli
Il De la Forest de Divonne sposò a Voghera il 9 giugno 1849, Placidia Pelissa, dalla quale ebbe i seguenti figli:
- Elisa (1850-1942), sposò Alberto Travaglini
- Maria (1852-1891)
- Bianca Maddalena (1853-1922), sposò Alfonso Badini Confalonieri
- Enrico (1855-1919), sposò Maria Vaglienti, successore del padre
- Alfredo (1857-1911)
- Adele (1859-1919)
- Albertina (1861-1936)
- Vittorio (1863-1864)